# Заруба Анатолій Леонідович
Анато́лій Леоні́дович Зару́ба (*19 січня 1936, Маріуполь) — російський письменник. Член Спілки письменників України від 1978 року.

## Біографічні відомості
1974 року став членом КПРС. 1975 року закінчив Літературний інститут імені Горького в Москві.
Працював інженером на заводі «Азовсталь».

## Твори
- Збірка віршів «Отчі краї» (1974).
- Збірки оповідань і повістей:
  - «Живіть осяйно» (1975),
  - «Серпень в отчому домі» (1981),
  - «Терпкий запах шавлії» (1984),
  - «Заповітне вікно» (1986).

Твори Заруби присвячено металургам і сільським трудівникам.